# Майк Товел
Майк Товел (англ. Mike Towell; нар. 12 вересня 1991, Данді, Шотландія, Велика Британія —† 30 вересня 2016, Глазго, Шотландія, Велика Британія) — шотландський професійний боксер що виступав у напівсередній ваговій категорії.

## Смерть
29 вересня 2016 року, Товел проводив бій проти Дейла Еванса у готелі Radisson Blu в Глазго. У п'ятому раунді (з 12 запланованих) він, внаслідок технічного нокауту, отримав травму голови. Після чого він був доставлений у шпиталь, де була виявлена серйозна мозкова кровотеча, що призвела до його смерті наступного дня.